# Quatuor Ébène
Quatuor Ébène (dt. „Ebenholz-Quartett“) ist ein französisches Streichquartett, das sich 1999 am Konservatorium für Musik, Tanz und Theater in Boulogne-Billancourt gründete. Das Repertoire umfasst klassische und zeitgenössische Musik mit gelegentlich fließendem Übergang zum Jazz.

## Geschichte und Wirken
Das Quartett absolvierte Vertiefungsstudien mit dem Ysaÿe Quartet (1984) in Paris sowie bei Gábor Takács, Eberhard Feltz und György Kurtág. In der Folge und vor dem Hintergrund seines breiten Repertoires gewann das Quartett zahlreiche Preise wie 2004 den ARD Musikwettbewerb, 2005 den Belmont-Preis der Forberg-Schneider-Stiftung, 2007 den Borletti-Buitoni Trusts und 2019 den Preis der Frankfurter Musikmesse.
Viele Einspielungen der Werke von Haydn, Bartók, Debussy, Fauré, Mozart sowie von Fanny und Felix Mendelssohn wurden oft mehrfach ausgezeichnet. Das 2010 mit Jazz-Arrangements eingespielte Album Fiction, das Crossover-Album Brazil von 2014 sowie das Album Eternal Stories (2017 zusammen mit Michel Portal) zeigt die Sonderstellung des Quatuor Ébène unter den klassischen Kammermusikquartetts. Zum 20-jährigen Jubiläum des Quartetts und zum 250. Geburtstag von Ludwig van Beethovens war Quatuor Ébène von April 2019 bis Januar 2020 unter dem Motto „Beethoven Live Around the World“ auf einer siebenteiligen Welttournee. Jede dieser sieben Teiltourneen wurde mit einer Live-Einspielung von Beethoven-Streichquartetten (Perelman Theater Philadelphia, Wiener Konzerthaus, Suntory Hall Tokyo, Sala São Paulo, Melbourne Recital Centre, Alliance Française Nairobi, Philharmonie de Paris) abgeschlossen. Diese Aufnahmen erschienen im Frühjahr 2020 beim Label Warner/Erato. Lotte Thaler bezeichnete sie in ihrer Rezension in der FAZ als „neue Referenzaufnahme“ der Beethovenquartette.

## Mitglieder
- Pierre Colombet, Violine
- Gabriel Le Magadure, Violine
- Mathieu Herzog bis Dezember 2014; Adrien Boisseau bis 2017; Marie Chilemme, Bratsche
- Raphaël Merlin bis 2024; Yuya Okamoto, Violoncello

## Diskografie
- Joseph Haydn: Streichquartette. CD. Mirare, 2006.
- Béla Bartók: Streichquartette 1/2/3. CD. Mirare, 2007.
- Claude Debussy, Gabriel Fauré, Maurice Ravel: Französische Streichquartette. CD. Erato, 2008.
- Johannes Brahms: Streichquartett Nr. 1, Klavierquintett. CD. Erato, 2009.
- Fiction. Mit Fanny Ardant, Luz Casal, Natalie Dessay, Stacey Kent, Richard Héry. CD. Erato, 2010.
- Gabriel Fauré: La musique de chambre pour instruments à cordes et piano. Mit Renaud Capuçon, Gautier Capuçon, Gérard Caussé, Nicholas Angelich, Michel Dalberto. 5 CDs. Erato, 2011.
- Fiction, Live at the Folies Bergère 2010. Avec Natalie Dessay, Stacey Kent, Richard Héry, Jim Tomlison. DVD. Erato, 2011.
- Wolfgang Amadeus Mozart: Streichquartette KV465 «Dissonances» & KV421, Divertimento KV 138. CD. Erato, 2011.
- Mendelssohn, Felix & Fanny, Streichquartette Nr. 2 Op. 13, Es-Dur und Nr. 6 Op. 80. CD. Erato, 2013.
- Brazil. Mit Stacey Kent, Bernard Lavilliers. CD. Erato, 2014.
- Franz Schubert: Streichquintett und Lieder. Mit Gautier Capuçon, Matthias Goerne, Laurene Durantel. CD. Erato, 2016.

## Auszeichnungen
- 2004: Preisträger Streichquartett des Internationalen Musikwettbewerbs der ARD München
- 2004: Belmont-Preis der Forberg-Schneider-Stiftung.[7]
- 2009: ECHO Klassik „Kammermusik-Einspielung des Jahres“ (Debussy/Fauré/Ravel: Streichquartette)
- 2011: ECHO Klassik „Kammermusik-Einspielung des Jahres“ (Fiction)
- 2012: ECHO Klassik „Ensembles des Jahres“ (Mozart: Dissonances)
- 2012: ECHO Klassik „Die Kammermusik-Einspielung des Jahres“ (Fauré: Sämtliche Kammermusik für Streicher und Klavier)
- 2015: ECHO Klassik „Ensemble / Orchester des Jahres“
- 2019: Frankfurter Musikpreis